# فهرست قنات‌های شهرستان دلیجان
جدول زیر بر اساس آمار وزارت جهاد کشاورزیتهیه شده‌است. فهرست زیر قنات‌های شهرستان دلیجان در استان مرکزی را نشان می‌دهد.
| نام قنات        | موقعیت                   | نزدیک‌ترین روستا    | طول قنات (متر) | تعداد میله چاه | عمق مادر چاه | دبی (لیتر بر ثانیه) | سطح زیر کشت (هکتار) |
| --------------- | ------------------------ | ------------------ | -------------- | -------------- | ------------ | ------------------- | ------------------- |
| آب پایین        | بخش مرکزی شهرستان دلیجان | آب پایین           | ۰              | ۲۵             | ۰            | ۵                   | ۱۱                  |
| اجوی            | بخش مرکزی شهرستان دلیجان | اجوی               | ۰              | ۸۰             | ۰            | ۱۲                  | ۱۰                  |
| احمدآباد        | بخش مرکزی شهرستان دلیجان | نراق               | ۰              | ۳۵             | ۰            | ۲۸                  | ۳۲                  |
| ارموده          | بخش مرکزی شهرستان دلیجان | ارموده             | ۰              | ۸              | ۰            | ۳                   | ۶                   |
| امرراوه         | بخش مرکزی شهرستان دلیجان | امرراوه            | ۰              | ۲۰             | ۰            | ۰                   | ۰                   |
| باباچنار        | بخش مرکزی شهرستان دلیجان | باباچنار           | ۰              | ۷              | ۰            | ۴                   | ۰                   |
| باغ خشکه        | بخش مرکزی شهرستان دلیجان | راده               | ۰              | ۲۰             | ۰            | ۳                   | ۰                   |
| باقرآباد        | بخش مرکزی شهرستان دلیجان | باقرآباد           | ۰              | ۱۰             | ۰            | ۳                   | ۲                   |
| برکه سفلی سقلی  | بخش مرکزی شهرستان دلیجان | برکه سفلی سقلی     | ۰              | ۳              | ۰            | ۵                   | ۰                   |
| برگله           | بخش مرکزی شهرستان دلیجان | برگله              | ۰              | ۱              | ۰            | ۲                   | ۰                   |
| بهاریه          | بخش مرکزی شهرستان دلیجان | بهاریه             | ۰              | ۴۰             | ۰            | ۴۰                  | ۹۰                  |
| بهشت ییلاق      | بخش مرکزی شهرستان دلیجان | جوشق               | ۰              | ۲۵             | ۰            | ۲۶                  | ۳۶                  |
| بکچه بالا       | بخش مرکزی شهرستان دلیجان | بکچه بالا          | ۰              | ۲۰             | ۰            | ۱۲                  | ۱۵                  |
| بی بی زبیده     | بخش مرکزی شهرستان دلیجان | بی بی زبیده        | ۰              | ۲۳             | ۰            | ۱۰                  | ۱۲                  |
| بیجگان          | بخش مرکزی شهرستان دلیجان | بیجگان             | ۰              | ۲۰             | ۰            | ۳۵                  | ۵۰                  |
| بیدمشک بالا     | بخش مرکزی شهرستان دلیجان | بیدمشک بالا        | ۰              | ۲۱             | ۰            | ۱۵                  | ۲۰                  |
| تخته کوه        | بخش مرکزی شهرستان دلیجان | تخته کوه           | ۰              | ۳۰             | ۰            | ۵                   | ۰                   |
| توت             | بخش مرکزی شهرستان دلیجان | توت                | ۰              | ۹              | ۰            | ۱۰                  | ۲۳                  |
| توت روت         | بخش مرکزی شهرستان دلیجان | توت                | ۰              | ۲۰             | ۰            | ۸                   | ۱۵                  |
| جعفرآباد        | بخش مرکزی شهرستان دلیجان | داخل کوهستان       | ۰              | ۷              | ۰            | ۳                   | ۰                   |
| جنائیه          | بخش مرکزی شهرستان دلیجان | پایین دست محسن‌آباد | ۰              | ۳۰             | ۰            | ۱۰                  | ۸                   |
| جوشتی           | بخش مرکزی شهرستان دلیجان | جوشتی              | ۰              | ۳۰             | ۰            | ۲۶                  | ۳۰                  |
| جوی نو          | بخش مرکزی شهرستان دلیجان | قنات نو            | ۰              | ۲۰             | ۰            | ۲۵                  | ۴۰                  |
| حاجی‌آباد        | بخش مرکزی شهرستان دلیجان | حاجی‌آباد           | ۰              | ۲۵             | ۰            | ۱۵                  | ۱۳                  |
| حاجی‌آباد        | بخش مرکزی شهرستان دلیجان | حاجی‌آباد           | ۰              | ۲۸             | ۰            | ۱۲                  | ۲۰                  |
| حبیب‌آباد        | بخش مرکزی شهرستان دلیجان | حبیب‌آباد           | ۰              | ۱۲             | ۰            | ۰                   | ۰                   |
| حسن‌آباد         | بخش مرکزی شهرستان دلیجان | حس معصومی          | ۰              | ۸              | ۰            | ۳                   | ۳                   |
| حسن‌آباد         | بخش مرکزی شهرستان دلیجان | حسن‌آباد            | ۰              | ۱۱             | ۰            | ۳                   | ۰                   |
| حسین‌آباد        | بخش مرکزی شهرستان دلیجان | حسین‌آباد           | ۰              | ۳۰             | ۰            | ۱۵                  | ۳                   |
| حسین‌آباد        | بخش مرکزی شهرستان دلیجان | حسین‌آباد           | ۰              | ۲۵             | ۰            | ۲۳                  | ۵۰                  |
| حسین‌آباد        | بخش مرکزی شهرستان دلیجان | اکبرین             | ۰              | ۱۲             | ۰            | ۳                   | ۴۵۰                 |
| خاوه            | بخش مرکزی شهرستان دلیجان | خاوه               | ۰              | ۵              | ۰            | ۲۰۰                 | ۱۰۰                 |
| خدراوه          | بخش مرکزی شهرستان دلیجان | خدراوه             | ۰              | ۲۰             | ۰            | ۵                   | ۰                   |
| خونیا           | بخش مرکزی شهرستان دلیجان | خونیا              | ۰              | ۱۵             | ۰            | ۱۲                  | ۱۰                  |
| دائم‌آباد        | بخش مرکزی شهرستان دلیجان | پایین دست آبگرم    | ۰              | ۴۰             | ۰            | ۲۰                  | ۳۵                  |
| دبیرآباد        | بخش مرکزی شهرستان دلیجان | دبیرآباد           | ۰              | ۲              | ۰            | ۲                   | ۴                   |
| دره بید         | بخش مرکزی شهرستان دلیجان | دره بیداولی        | ۰              | ۸              | ۰            | ۱۵                  | ۰                   |
| دره سیاهه       | بخش مرکزی شهرستان دلیجان | دره سیاهه          | ۰              | ۱۵             | ۰            | ۰                   | ۱                   |
| دشتگان          | بخش مرکزی شهرستان دلیجان | دشتگان             | ۰              | ۳۳             | ۰            | ۴۰                  | ۵۰                  |
| دورسره          | بخش مرکزی شهرستان دلیجان | دورسره             | ۰              | ۳۴             | ۰            | ۲۵                  | ۱۵                  |
| دوزیا           | بخش مرکزی شهرستان دلیجان | دوزیا              | ۰              | ۸              | ۰            | ۲                   | ۷                   |
| دولی            | بخش مرکزی شهرستان دلیجان | دولی               | ۰              | ۳۰             | ۰            | ۱۵                  | ۰                   |
| دوکاره          | بخش مرکزی شهرستان دلیجان | دوکاره             | ۰              | ۶              | ۰            | ۳                   | ۵                   |
| دکاب بالا       | بخش مرکزی شهرستان دلیجان | شانق               | ۰              | ۵              | ۰            | ۱۰                  | ۱۵                  |
| دکاب پایین      | بخش مرکزی شهرستان دلیجان | دکاب پایین         | ۰              | ۴              | ۰            | ۳                   | ۳                   |
| ذوالفقار        | بخش مرکزی شهرستان دلیجان | ذوالفقار           | ۰              | ۳              | ۰            | ۲                   | ۲                   |
| راوه            | بخش مرکزی شهرستان دلیجان | راوه               | ۰              | ۴۵             | ۰            | ۱۵                  | ۰                   |
| رباطرک          | بخش مرکزی شهرستان دلیجان | محمدآباد           | ۰              | ۱۸۰            | ۰            | ۲۵                  | ۵۶                  |
| رحیم‌آباد        | بخش مرکزی شهرستان دلیجان | رحیم‌آباد           | ۰              | ۲۵             | ۰            | ۱۵                  | ۰                   |
| رضائیه          | بخش مرکزی شهرستان دلیجان | رضائیه             | ۰              | ۴۰             | ۰            | ۱۲                  | ۱۴٫۵                |
| رضوانیه         | بخش مرکزی شهرستان دلیجان | رضوانیه            | ۰              | ۹              | ۰            | ۷                   | ۵                   |
| رضوانیه         | بخش مرکزی شهرستان دلیجان | رضوانیه            | ۰              | ۱۳             | ۰            | ۳                   | ۰                   |
| روحی            | بخش مرکزی شهرستان دلیجان | دلیجان             | ۰              | ۱۰۰            | ۰            | ۱۶                  | ۸                   |
| رکن‌آباد         | بخش مرکزی شهرستان دلیجان | کهریزنو            | ۰              | ۱۰۰            | ۰            | ۸                   | ۱۶                  |
| رکه             | بخش مرکزی شهرستان دلیجان | رکه                | ۰              | ۲۰             | ۰            | ۱۰                  | ۲۰                  |
| ریجان           | بخش مرکزی شهرستان دلیجان | ریجان              | ۰              | ۱۰             | ۰            | ۱۰                  | ۱۴                  |
| زر              | بخش مرکزی شهرستان دلیجان | زر                 | ۰              | ۲۵             | ۰            | ۳۵                  | ۵۰                  |
| زربیده          | بخش مرکزی شهرستان دلیجان | زربیده             | ۰              | ۷              | ۰            | ۱٫۵                 | ۱۰                  |
| زنگنه بالا      | بخش مرکزی شهرستان دلیجان | زنگنه بالا         | ۰              | ۱۰             | ۰            | ۳                   | ۳                   |
| زنگنه پایین     | بخش مرکزی شهرستان دلیجان | درب جوقا           | ۰              | ۹              | ۰            | ۳                   | ۷                   |
| زیره            | بخش مرکزی شهرستان دلیجان | سنیقان             | ۰              | ۱۱             | ۰            | ۴                   | ۶                   |
| زین الدین       | بخش مرکزی شهرستان دلیجان | زین الدین          | ۰              | ۹              | ۰            | ۵                   | ۳                   |
| سردیان          | بخش مرکزی شهرستان دلیجان | بیجگان             | ۰              | ۱۲             | ۰            | ۶                   | ۸                   |
| سرچه            | بخش مرکزی شهرستان دلیجان | نراق               | ۰              | ۱۵             | ۰            | ۱۸                  | ۴۰                  |
| سفیدجه          | بخش مرکزی شهرستان دلیجان | سفیدجه بالا        | ۰              | ۱۰             | ۰            | ۷                   | ۳                   |
| سنیقان          | بخش مرکزی شهرستان دلیجان | سنیقان             | ۰              | ۲۰             | ۰            | ۱۲                  | ۳۵                  |
| سیرجه           | بخش مرکزی شهرستان دلیجان | سیرجه              | ۰              | ۱۳             | ۰            | ۱۳                  | ۱۵                  |
| شازده           | بخش مرکزی شهرستان دلیجان | شازده              | ۰              | ۲۰             | ۰            | ۲۰                  | ۳۰                  |
| شانق            | بخش مرکزی شهرستان دلیجان | شانق               | ۰              | ۵۰             | ۰            | ۱۳                  | ۵۰                  |
| شش چناران       | بخش مرکزی شهرستان دلیجان | داخل ده            | ۰              | ۸              | ۰            | ۳۰                  | ۳۳                  |
| شناردر          | بخش مرکزی شهرستان دلیجان | شناردر             | ۰              | ۳۰             | ۰            | ۱۵                  | ۴۶                  |
| شیخ وسا         | بخش مرکزی شهرستان دلیجان | شیخ وسا            | ۰              | ۳              | ۰            | ۱۵                  | ۱۲٫۵                |
| صادق‌آباد        | بخش مرکزی شهرستان دلیجان | صادق‌آباد           | ۰              | ۴۲             | ۰            | ۱۰                  | ۱۲                  |
| صالح‌آباد        | بخش مرکزی شهرستان دلیجان | صالح‌آباد پایین     | ۰              | ۳۰             | ۰            | ۵                   | ۳                   |
| صالح‌آباد        | بخش مرکزی شهرستان دلیجان | صالح‌آباد           | ۰              | ۴۵             | ۰            | ۱۲                  | ۱۸                  |
| صالح‌آباد نو     | بخش مرکزی شهرستان دلیجان | صالح‌آباد نو        | ۰              | ۳۰             | ۰            | ۱۵                  | ۷                   |
| صدرآباد         | بخش مرکزی شهرستان دلیجان | صدرآباد            | ۰              | ۳۰             | ۰            | ۵۰                  | ۹۰۰                 |
| ضیاءآباد        | بخش مرکزی شهرستان دلیجان | ضیاءآباد           | ۰              | ۲۰             | ۰            | ۲۰                  | ۱۸٫۱۰۰۰۰۰۳۸۱۴۶۹۷    |
| طالبه           | بخش مرکزی شهرستان دلیجان | طالبه              | ۰              | ۲۲             | ۰            | ۲۰                  | ۱۸                  |
| عباس‌آباد        | بخش مرکزی شهرستان دلیجان | عباس‌آباد           | ۰              | ۳۵             | ۰            | ۱۰                  | ۱۵                  |
| علی‌آباد         | بخش مرکزی شهرستان دلیجان | علی‌آباد            | ۰              | ۱۵             | ۰            | ۱۲                  | ۳                   |
| علی‌آباد         | بخش مرکزی شهرستان دلیجان | زارع شانق          | ۰              | ۰              | ۰            | ۵                   | ۳                   |
| علی‌آباد         | بخش مرکزی شهرستان دلیجان | علی‌آباد صالح‌آباد   | ۰              | ۲۵             | ۰            | ۲                   | ۰                   |
| عمرویل          | بخش مرکزی شهرستان دلیجان | عمرویل             | ۰              | ۱۲             | ۰            | ۳٫۵                 | ۰                   |
| غرق‌آباد         | بخش مرکزی شهرستان دلیجان | غرق‌آباد            | ۰              | ۳              | ۰            | ۷                   | ۴                   |
| غیاث‌آباد        | بخش مرکزی شهرستان دلیجان | غیاث‌آباد           | ۰              | ۳۶             | ۰            | ۲۵                  | ۲۳                  |
| فخرآباد         | بخش مرکزی شهرستان دلیجان | داران              | ۰              | ۲۲             | ۰            | ۸                   | ۱۰                  |
| فروش            | بخش مرکزی شهرستان دلیجان | فروش               | ۰              | ۸              | ۰            | ۲۰                  | ۴۰                  |
| فیروزآباد       | بخش مرکزی شهرستان دلیجان | پایین کهریزنو      | ۰              | ۷۰             | ۰            | ۰                   | ۰                   |
| فیض‌آباد         | بخش مرکزی شهرستان دلیجان | پایین مزرعه        | ۰              | ۲۶             | ۰            | ۸                   | ۸                   |
| قاشمیان         | بخش مرکزی شهرستان دلیجان | قاشمیان            | ۰              | ۷              | ۰            | ۴                   | ۷                   |
| قالهر           | بخش مرکزی شهرستان دلیجان | قالهر              | ۰              | ۳۵             | ۰            | ۲۸                  | ۲۴۵                 |
| قدرت‌آباد        | بخش مرکزی شهرستان دلیجان | قدرت‌آباد           | ۰              | ۴              | ۰            | ۵                   | ۰                   |
| قدیرآباد        | بخش مرکزی شهرستان دلیجان | قدیرآباد           | ۰              | ۲۰             | ۰            | ۱۵                  | ۱۵                  |
| قرشاب           | بخش مرکزی شهرستان دلیجان | حسن‌آباد            | ۰              | ۳              | ۰            | ۴                   | ۰                   |
| قنات آزادی      | بخش مرکزی شهرستان دلیجان | قنات آزادی         | ۰              | ۱۰             | ۰            | ۳                   | ۶                   |
| قنات نو         | بخش مرکزی شهرستان دلیجان | نراق               | ۰              | ۲۸             | ۰            | ۱۸                  | ۳۰                  |
| قندونبات        | بخش مرکزی شهرستان دلیجان | قندونبات           | ۰              | ۱۵             | ۰            | ۱۵                  | ۲۰                  |
| قوقازرعه        | بخش مرکزی شهرستان دلیجان | قوقا               | ۰              | ۲۲             | ۰            | ۱۵                  | ۳۰                  |
| قوچک            | بخش مرکزی شهرستان دلیجان | قوچک               | ۰              | ۸              | ۰            | ۱۰                  | ۸                   |
| لابندبالا       | بخش مرکزی شهرستان دلیجان | لابندبالا          | ۰              | ۳              | ۰            | ۴                   | ۱۰                  |
| لابیجک          | بخش مرکزی شهرستان دلیجان | لابیجک             | ۰              | ۱۵             | ۰            | ۵                   | ۵                   |
| لاخراب          | بخش مرکزی شهرستان دلیجان | لاخراب             | ۰              | ۲              | ۰            | ۳                   | ۰                   |
| لارون           | بخش مرکزی شهرستان دلیجان | لارون              | ۰              | ۳۰             | ۰            | ۳۰                  | ۳۰                  |
| لازرد علیا      | بخش مرکزی شهرستان دلیجان | لازرد علیا         | ۰              | ۸              | ۰            | ۵                   | ۴                   |
| لاسرخ علیا      | بخش مرکزی شهرستان دلیجان | لاسرخ علیا         | ۰              | ۳              | ۰            | ۵                   | ۲                   |
| لانه            | بخش مرکزی شهرستان دلیجان | لانه               | ۰              | ۲۵             | ۰            | ۲۰                  | ۱۰                  |
| لاچناربالا      | بخش مرکزی شهرستان دلیجان | لاچناربالا         | ۰              | ۸              | ۰            | ۳                   | ۳                   |
| لاکلنگ          | بخش مرکزی شهرستان دلیجان | لاکلنگ             | ۰              | ۹              | ۰            | ۳                   | ۳                   |
| لایزج سفلی      | بخش مرکزی شهرستان دلیجان | لایزج سفلی         | ۰              | ۴              | ۰            | ۵                   | ۳                   |
| لطف‌آباد         | بخش مرکزی شهرستان دلیجان | لطف‌آباد            | ۰              | ۱۲             | ۰            | ۱۲                  | ۱۲                  |
| لطف‌آباد         | بخش مرکزی شهرستان دلیجان | لطف‌آباد            | ۰              | ۲۲             | ۰            | ۴                   | ۳                   |
| لوجه عزیز       | بخش مرکزی شهرستان دلیجان | قالهر              | ۰              | ۷              | ۰            | ۳                   | ۱٫۵                 |
| محسن‌آباد        | بخش مرکزی شهرستان دلیجان | محسن‌آباد           | ۰              | ۲۴             | ۰            | ۱۵                  | ۲۰                  |
| محمدآباد        | بخش مرکزی شهرستان دلیجان | قالهر              | ۰              | ۱۶             | ۰            | ۴                   | ۱٫۵                 |
| محمدآباد        | بخش مرکزی شهرستان دلیجان | نراق               | ۰              | ۳۵             | ۰            | ۱۶                  | ۲۱                  |
| محمودآباد       | بخش مرکزی شهرستان دلیجان | محمودآباد          | ۰              | ۲۵             | ۰            | ۸                   | ۱۳                  |
| محمودآباد       | بخش مرکزی شهرستان دلیجان | محمودآباد          | ۰              | ۲۵             | ۰            | ۱۰                  | ۱۵                  |
| محمودآباد       | بخش مرکزی شهرستان دلیجان | محمودآباد          | ۰              | ۲۸             | ۰            | ۱۵                  | ۱۵                  |
| محمودآباد پایین | بخش مرکزی شهرستان دلیجان | محمودآباد پایین    | ۰              | ۲۶             | ۰            | ۱۵                  | ۲۰                  |
| مراده           | بخش مرکزی شهرستان دلیجان | مراده              | ۰              | ۶              | ۰            | ۲                   | ۱                   |
| مزرعه آقا       | بخش مرکزی شهرستان دلیجان | مزرعه آقا          | ۰              | ۲۱             | ۰            | ۱۰                  | ۶٫۵                 |
| مزرعه بردک      | بخش مرکزی شهرستان دلیجان | بردک               | ۰              | ۱۱             | ۰            | ۵                   | ۰                   |
| مزرعه عباس      | بخش مرکزی شهرستان دلیجان | راوه               | ۰              | ۹              | ۰            | ۱۵                  | ۸                   |
| مسنیه گرد سفلی  | بخش مرکزی شهرستان دلیجان | مسینه گرد          | ۰              | ۲۰             | ۰            | ۱۰                  | ۱۵                  |
| منظریه          | بخش مرکزی شهرستان دلیجان | منظریه             | ۰              | ۲۳             | ۰            | ۱۸                  | ۱۵                  |
| مهره زاد        | بخش مرکزی شهرستان دلیجان | مهره زاد           | ۰              | ۲۵             | ۰            | ۱۸                  | ۱۰                  |
| نصرت‌آباد        | بخش مرکزی شهرستان دلیجان | نصرت‌آباد           | ۰              | ۳۰             | ۰            | ۲۵                  | ۱۲                  |
| نصیرآباد        | بخش مرکزی شهرستان دلیجان | نصیرآباد           | ۰              | ۴۰             | ۰            | ۱۰                  | ۰                   |
| نهرطویل         | بخش مرکزی شهرستان دلیجان | نهرطویل            | ۰              | ۴۰             | ۰            | ۱۵                  | ۳۰                  |
| نینه            | بخش مرکزی شهرستان دلیجان | نینه               | ۰              | ۲۵             | ۰            | ۰                   | ۰                   |
| هزاریجان        | بخش مرکزی شهرستان دلیجان | جاسب               | ۰              | ۳۰             | ۰            | ۳۰                  | ۵۰                  |
| هشت‌آباد         | بخش مرکزی شهرستان دلیجان | بطرف لوله گاز      | ۰              | ۵۰             | ۰            | ۳۰                  | ۲۷                  |
| هنجان           | بخش مرکزی شهرستان دلیجان | هنجان              | ۰              | ۱۰             | ۰            | ۴                   | ۲                   |
| واحد            | بخش مرکزی شهرستان دلیجان | واحد               | ۰              | ۲۵             | ۰            | ۳۵                  | ۵۰                  |
| واران           | بخش مرکزی شهرستان دلیجان | واران              | ۰              | ۳۵             | ۰            | ۳۵                  | ۵۵                  |
| ورچه            | بخش مرکزی شهرستان دلیجان | شمال مزرعه         | ۰              | ۱۰             | ۰            | ۱۰                  | ۱۵                  |
| ویر             | بخش مرکزی شهرستان دلیجان | شمال مزرعه         | ۰              | ۳۰             | ۰            | ۱۰                  | ۱۰                  |
| پتفولقان        | بخش مرکزی شهرستان دلیجان | پتفولقان           | ۰              | ۳۳             | ۰            | ۳۵                  | ۵۳                  |
| پشت گوران       | بخش مرکزی شهرستان دلیجان | پشت گوران          | ۰              | ۳              | ۰            | ۵                   | ۵                   |
| پودنا           | بخش مرکزی شهرستان دلیجان | پودنا              | ۰              | ۲۵             | ۰            | ۱۳                  | ۱۰                  |
| چاسداری         | بخش مرکزی شهرستان دلیجان | چاسداری            | ۰              | ۳۰             | ۰            | ۲۰                  | ۱۵                  |
| چاله وا         | بخش مرکزی شهرستان دلیجان | چاله وا            | ۰              | ۱۰۰            | ۰            | ۱۵                  | ۱۰                  |
| چاله کوشک       | بخش مرکزی شهرستان دلیجان | نراق               | ۰              | ۳۰             | ۰            | ۲۵                  | ۱۰                  |
| چنارستان        | بخش مرکزی شهرستان دلیجان | چنارستان           | ۰              | ۳۵             | ۰            | ۲۰                  | ۳۰                  |
| چهارباغ         | بخش مرکزی شهرستان دلیجان | چهارباغ            | ۰              | ۲۰             | ۰            | ۰                   | ۰                   |
| چهل مرده        | بخش مرکزی شهرستان دلیجان | چهل مرده           | ۰              | ۷              | ۰            | ۵                   | ۵                   |
| کردآباد بالا    | بخش مرکزی شهرستان دلیجان | کردآباد بالا       | ۰              | ۲۵             | ۰            | ۵                   | ۸                   |
| کرمه            | بخش مرکزی شهرستان دلیجان | کرمه               | ۰              | ۱۲             | ۰            | ۳۵                  | ۳۸                  |
| کره جار         | بخش مرکزی شهرستان دلیجان | کره جار            | ۰              | ۲۰             | ۰            | ۲۰                  | ۲۵                  |
| کرو             | بخش مرکزی شهرستان دلیجان | جوشق               | ۰              | ۳۰             | ۰            | ۰                   | ۳۰                  |
| کشه شکه         | بخش مرکزی شهرستان دلیجان | کشه شکه            | ۰              | ۸              | ۰            | ۴                   | ۸                   |
| کندقه           | بخش مرکزی شهرستان دلیجان | کندقه              | ۰              | ۲۰             | ۰            | ۱۰                  | ۱۵                  |
| کهریزنو         | بخش مرکزی شهرستان دلیجان | رحمت‌آباد           | ۰              | ۱۰۰            | ۰            | ۳۰                  | ۳۱                  |
| کهریزنو         | بخش مرکزی شهرستان دلیجان | کهریزنو            | ۰              | ۱۳             | ۰            | ۴۰                  | ۳٫۵                 |
| کهک             | بخش مرکزی شهرستان دلیجان | کهک                | ۰              | ۱۰۵            | ۰            | ۲۵                  | ۱۲                  |
| کودورا          | بخش مرکزی شهرستان دلیجان | کودورا             | ۰              | ۱۸             | ۰            | ۱۳                  | ۳۰                  |
| کونهر           | بخش مرکزی شهرستان دلیجان | کونهر              | ۰              | ۳۰             | ۰            | ۱۰                  | ۷                   |
| کویر            | بخش مرکزی شهرستان دلیجان | کویر               | ۰              | ۷              | ۰            | ۳                   | ۷                   |
| گاو سیاه        | بخش مرکزی شهرستان دلیجان | گروگان             | ۰              | ۱۸             | ۰            | ۱۰                  | ۸                   |
| گدارمه          | بخش مرکزی شهرستان دلیجان | راوه               | ۰              | ۳۰             | ۰            | ۱۵                  | ۰                   |
| گروگان          | بخش مرکزی شهرستان دلیجان | گروگان             | ۰              | ۳۰             | ۰            | ۳۵                  | ۵۶                  |
| گرکون           | بخش مرکزی شهرستان دلیجان | گرکون              | ۰              | ۲۸             | ۰            | ۲۰                  | ۵۲                  |
| گل گلوی حسین    | بخش مرکزی شهرستان دلیجان | گل گلوی حسین       | ۰              | ۲              | ۰            | ۴                   | ۷٫۵                 |
| گلشن‌آباد        | بخش مرکزی شهرستان دلیجان | گلشن‌آباد           | ۰              | ۱۲             | ۰            | ۴                   | ۱                   |
| گله کوشا        | بخش مرکزی شهرستان دلیجان | گله کوشا           | ۰              | ۳۵             | ۰            | ۵                   | ۵                   |
| گنبدک           | بخش مرکزی شهرستان دلیجان | گنبدک              | ۰              | ۶              | ۰            | ۵                   | ۲                   |
| گندمگون سفلی    | بخش مرکزی شهرستان دلیجان | گندمگون            | ۰              | ۱۷             | ۰            | ۴                   | ۱                   |
| گیجبه           | بخش مرکزی شهرستان دلیجان | گیجبه لیز          | ۰              | ۱۵             | ۰            | ۵                   | ۱                   |
| یحیی‌آباد        | بخش مرکزی شهرستان دلیجان | نزدیک باغ          | ۰              | ۴              | ۰            | ۵                   | ۱۰                  |
| یوسف‌آباد        | بخش مرکزی شهرستان دلیجان | یوسف‌آباد           | ۰              | ۲۵             | ۰            | ۰                   | ۰                   |